# Junkers S 36
Junkers S 36 – prototypowy, niemiecki samolot pocztowy zbudowany w 1927 roku w wytwórni Junkers.
Był to trzymiejscowy, dolnopłat z otwartą kabiną. Pierwszy lot odbył się 5 września 1927 roku. Egzemplarz otrzymał numer fabryczny 3200. Do napędu służyły dwa silniki Gnôme et Rhône. Po zakończeniu prób został przesłany do Szwecji, do siostrzanych zakładów AB Flygindustri, gdzie posłużył do budowy wojskowego modelu K 37.
Osiągi i wytrzymałość samolotu były tak dobre, że zainteresowało się nim japońskie wojsko. Dlatego też na bazie modelu K 37 budowano samoloty Mitsubishi Ki-1, a potem Mitsubishi Ki-2.